# Joseph Christian Fengler
Joseph Christian Fengler (* 17. September 1733 in Wien; † 4. Februar 1802 ebenda) war ein österreichischer Geistlicher und Bischof von Raab.

## Leben
Fengler trat 1751 in den Piaristenorden ein und wurde 1757 Priester. Mehrere Jahre war er Lehrer an der Savoyschen Ritterakademie in Günzburg in Vorderösterreich. 1769 wurde er Direktor der k.k. Militärakademie und Burgpfarrer in Wiener Neustadt. 1786 wurde er zum Kommendatarabt des Stiftes Melk ernannt, 1787 zum Bischof von Raab. Am 3. April 1788 von Erzbischof József Kardinal Batthyány geweiht, wurde er dort am 23. April 1788 installiert.